# آرثر ديكسون (لاعب كرة قدم)
آرثر ديكسون (بالإنجليزية: Arthur Dixon)‏ (1 يوليو 1867 في المملكة المتحدة - 1933) هو لاعب كرة قدم بريطاني (وحمل سابقاً جنسية المملكة المتحدة لبريطانيا العظمى وأيرلندا) في مركز الدفاع. لعب مع أستون فيلا وستوك سيتي وDerby Midland F.C. ‏.